# Grande Loge Blanche
La Grande Loge Blanche,, Fraternité blanche ou Grande fraternité blanche est un terme utilisé par Helena Blavatsky, fondatrice de la Société théosophique, pour désigner ses « instructeurs » ou « Mahatmas », maîtres de sagesse grâce auxquels elle rédigea son ouvrage La Doctrine Secrète publié en 1888.

## Explication
Les lettres qu'un de ces maîtres de sagesse, Koot Hoomi, aurait envoyé au théosophe Alfred Percy Sinnett ont été publiées et annotées par Curuppumullage Jinarajadasa dans le livre Lettres des maîtres de la sagesse.